# Mon Jeureujak
Mon Jeureujak is een bestuurslaag in het regentschap Bireuen van de provincie Atjeh, Indonesië. Mon Jeureujak telt 112 inwoners (volkstelling 2010).